# Legge Basaglia
La legge Basaglia (formalmente legge 13 maggio 1978, n. 180) è una legge italiana in tema di accertamenti e trattamenti sanitari volontari e obbligatori. 
Alla legge è associato comunemente il nome di Franco Basaglia (psichiatra e promotore della riforma psichiatrica in Italia). Chi scrisse la legge, che fu molto spesso osteggiata da Basaglia, fu lo psichiatra e politico democristiano Bruno Orsini. insieme a Giovanni Berlinguer. Di questo ne parla Bruno Orsini in una conferenza che tratta della legge e delle sue difficoltà alla sua scrittura.     https://www.youtube.com/watch?v=fNAFUKwt16M

## Storia
Inizialmente, con il D.P.R. 14 aprile 1978, n.109 era previsto che si tenesse un referendum per l'abrogazione degli articoli essenziali della precedente legge n. 36/1904 e, successivamente, si approvasse la legge istitutiva del Servizio Sanitario Nazionale.
In seguito, al fine di evitare il referendum, si stralciarono alcuni articoli da questa per formare la legge 13 maggio 1978, n. 180, la quale fu approvata dal Governo Andreotti, il 13 maggio 1978, evitando così il referendum. In quest'ultima legge (la n. 180) confluivano gli articoli riguardanti il trattamento sanitario obbligatorio e l'abrogazione degli articoli principali della legge 14 febbraio 1904, n. 36.
La precedente legge 14 febbraio 1904, n.36 non fu abrogata completamente. Gli articoli riguardanti la parte economica e fiscale della gestione dei manicomi rimasero in vigore.

## Descrizione
La norma in sé venne applicata  solo pochi mesi dopo, ossia fino all'istituzione del Servizio Sanitario Nazionale (23 dicembre 1978). Il 23 dicembre 1978 fu approvata la legge, n. 833, che istituiva il Servizio Sanitario Nazionale e conteneva al suo interno (con alcune modifiche) quasi gli stessi articoli della legge 13 maggio 1978, n.180.
Ispirandosi alle idee dello psichiatra statunitense Thomas Szasz, Basaglia s'impegnò nel compito di riformare l'organizzazione dell'assistenza psichiatrica ospedaliera e territoriale, proponendo un superamento della logica manicomiale.
Come disse lo stesso Franco Basaglia intervistato da Maurizio Costanzo:
(Franco Basaglia)
La Legge 180 è la prima e unica legge quadro che impose la chiusura dei manicomi e regolamentò il trattamento sanitario obbligatorio, istituendo i servizi di igiene mentale pubblici. Ciò ha fatto dell'Italia il primo paese al mondo (e al 2019 finora l'unico) ad abolire gli ospedali psichiatrici.
Prima della riforma dell'organizzazione dei servizi psichiatrici legata alla legge n. 180/1978, i manicomi erano spesso significativamente connotati anche come luoghi di contenimento sociale, e dove l'intervento terapeutico e riabilitativo scontava frequentemente le limitazioni di un'impostazione clinica che si apriva poco ai contributi della psichiatria sociale, delle forme di supporto territoriale, delle potenzialità delle strutture intermedie, e della diffusione della psicoterapia nei servizi pubblici.
La legge voleva anche essere un modo per modernizzare l'impostazione clinica dell'assistenza psichiatrica, instaurando rapporti umani rinnovati con il personale e la società, riconoscendo appieno i diritti e la necessità di una vita di qualità dei pazienti, seguiti e curati anche da strutture territoriali.
La legge stessa, nell'articolo 11 ("Norme finali"), prevedeva che la stragrande maggioranza degli articoli (articoli 1, 2, 3, 4, 5, 6, 7, 8 e 9) restassero in vigore solo fino alla data di entrata in vigore della legge istitutiva del Servizio Sanitario Nazionale, condizione poi verificatasi con la legge n. 833 del 23 dicembre 1978.
La legge n. 180/1978 demandò l'attuazione alle Regioni, le quali legiferarono in maniera eterogenea, producendo risultati diversificati nel territorio. Nel 1978 solo nel 55% delle province italiane vi era un ospedale psichiatrico pubblico (solitamente complessi molto estesi, oggi perlopiù lasciati abbandonati), mentre nel resto del Paese ci si avvaleva di strutture private per il 18%, o delle strutture di altre province per il 27%.
Nella letteratura, gli effetti immediati della fuoriuscita dei pazienti dai manicomi sono stati descritti più volte da Guido Ceronetti nel suo Un viaggio in Italia (1981-83).
Di fatto, solo dopo il 1994, con il "Progetto Obiettivo" e la razionalizzazione delle strutture di assistenza psichiatrica da attivare a livello nazionale, si completò la previsione di legge di eliminazione dei residui manicomiali.

## Contenuti
Nonostante critiche e proposte di revisione, le norme della legge n. 180/1978 regolano tuttora l'assistenza psichiatrica in Italia.
La legge 14 febbraio 1904, n. 36 prevedeva dei limiti meno stringenti per l'ammissione dei malati di mente nei manicomi. In teoria, per il ricovero erano necessari sia un certificato medico sia un atto di notorietà, ma nella pratica quasi sempre si procedeva con la procedura urgente (che questa legge consentiva). Tale procedura, in sostanza, prevedeva solo la presentazione di un certificato medico. Una differenza sostanziale era data dagli articoli 3 e 4. L'articolo 3 prevedeva che, perché il malato fosse dimesso, l'ultima parola spettasse al direttore, ma gli interessati potevano presentare reclamo e chiedere al giudice una perizia. L'articolo 4, invece, prevedeva che il direttore avesse "la piena autorità" all'interno del manicomio. Inoltre la legge non garantiva ai degenti la possibilità di comunicare con chicchessia; la facoltà di comunicare con persone esterne (ad esempio, parenti o amici) poteva essere concessa dal direttore a sua discrezione.